# La Conquête d'une femme
Pour plus de détails, voir Fiche technique et Distribution.
La Conquête d'une femme (titre original : Conquering the Woman) est un film américain réalisé par King Vidor, sorti en 1922.

## Synopsis
Judith Stafford, une jeune femme gâtée, accepte la demande en mariage du comte Henri, même si celui-ci montre du dédain pour ces "barbares" américains. Son père Tobias, à qui ce mariage ne plaît pas, s'arrange pour que Judith et son ami Larry Saunders soient coincés sur une île des mers du Sud, afin de lui rendre la raison. Le couple tombe amoureux. Le comte kidnappe Judith, mais Tobias arrive à temps pour la sauver.

## Fiche technique
- Titre original : Conquering the Woman
- Titre français : La Conquête d'une femme
- Réalisation : King Vidor
- Scénario : Frank Howard Clark, d'après la nouvelle "Kidnapping Coline" de Henry Cottrell Rowland
- Photographie : George Barnes
- Production : King Vidor
- Société de production : King W. Vidor Productions
- Société de distribution : Associated Exhibitors
- Pays de production :  États-Unis
- Langue originale : anglais
- Format : Noir et blanc - 35 mm - 1,37:1 - Muet
- Genre : Comédie dramatique
- Durée : 6 bobines
- Date de sortie :
  - États-Unis : 1er décembre 1922
- Licence : Domaine public

## Distribution
- Florence Vidor : Judith Stafford
- Bert Sprotte : Tobias Stafford
- Mathilde Brundage : tante Sophia
- David Butler : Larry Saunders
- Roscoe Karns : Shorty Thompson
- Peter Burke : comte Henri
- Harry Todd : Sandy MacTavish